# Pannotypie

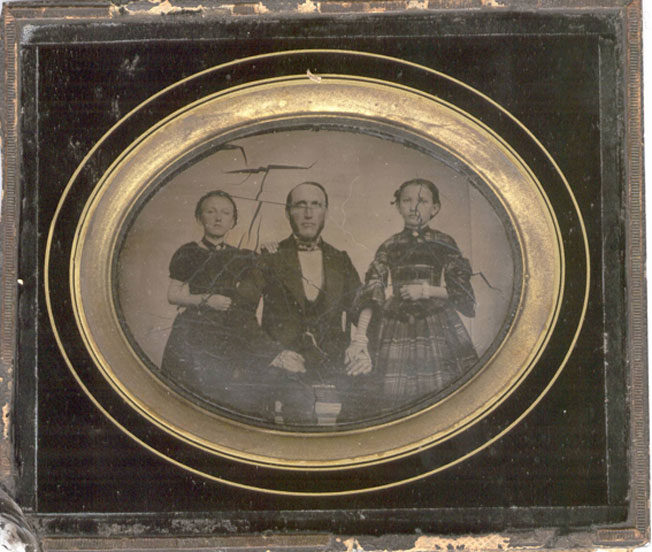
Pannotypie um 1860, vermutlich Österreich oder Deutschland

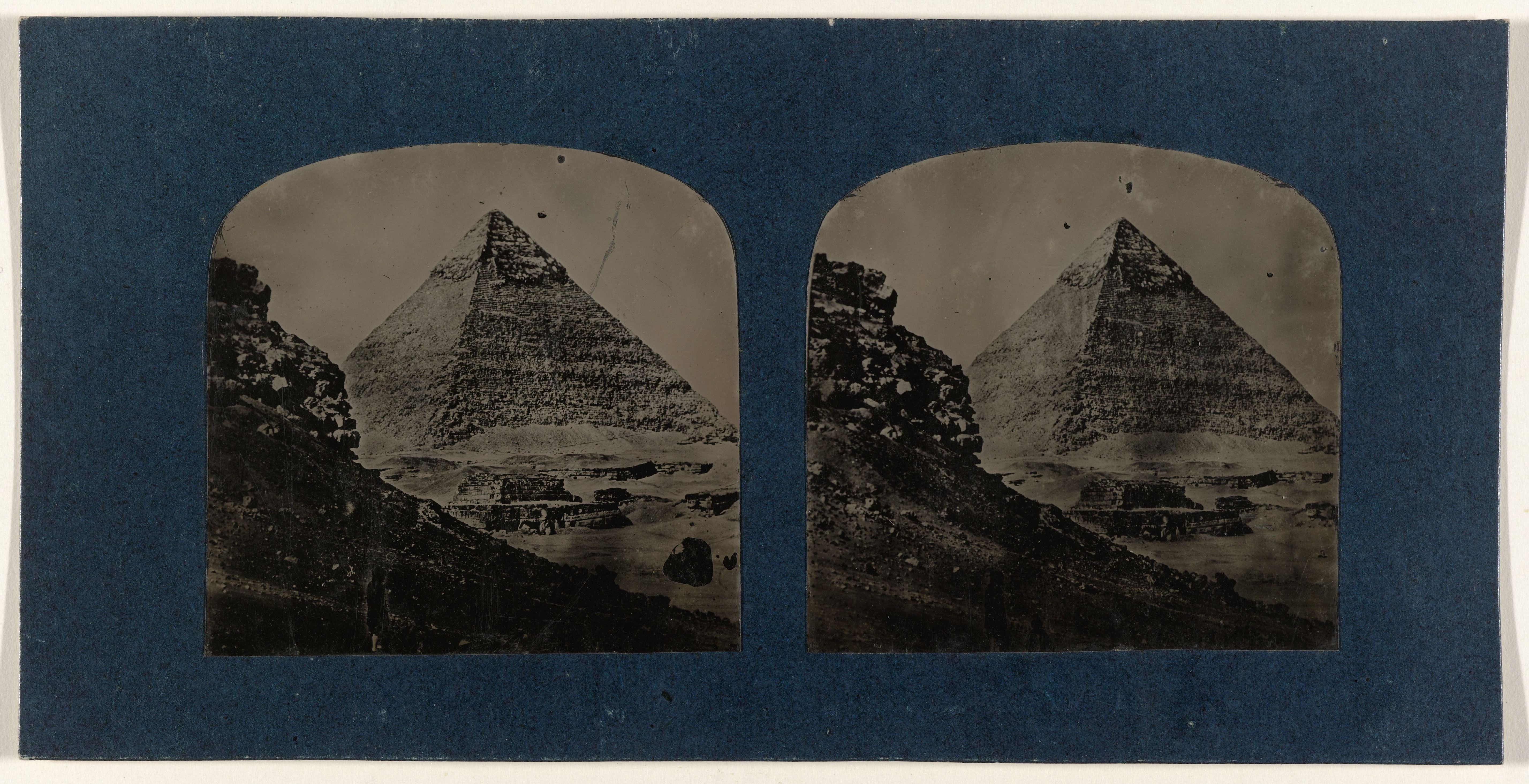
Francis Frith, „Kairo. Belzonis Pyramide in Gizeh“, Stereoferrotypie, um 1854 (Rijksmuseum Amsterdam)

Die Pannotypie (vom lateinischen pannus = Tuch) ist ein analoges positives Kollodiumbild, das 1852 von französischen Fotografen Jean Nicolas Truchelut erdacht und im Zeitraum von 1853 bis 1880 verwendet wurde.

## Funktionsweise
Die Pannotypie basiert auf einer knapp belichteten und entwickelten jod- und bromsilberhaltigen Kollodiumschicht, die vom Glasnegativ abgelöst und auf schwarzes Wachstuch oder Leder übertragen wird. Das weißliche Negativ erhält so seine positive Bildwirkung. Das Negativ erscheint aufgrund des Dunkelfeldprinzips vor einem dunklen Hintergrund als Positiv.
Dieses Verfahren hatte den Vorteil, dass das Bild im Gegensatz zur Ambrotypie mit einer Glasplatte als Träger nicht zerbrechen konnte. Der Nachteil war, dass der Schichtträger austrocknete und das Bild rissig wurde bzw. zerfiel.
Mit der Verbreitung der Ferrotypie und dem Albuminverfahren verschwand es wieder.
Heute sind Pannotypien sehr selten, denn abgesehen davon, dass sie lediglich über einen relativ kurzen Zeitraum hergestellt wurden, haben sich wegen der Empfindlichkeit des Materials nur wenige Exemplare erhalten.

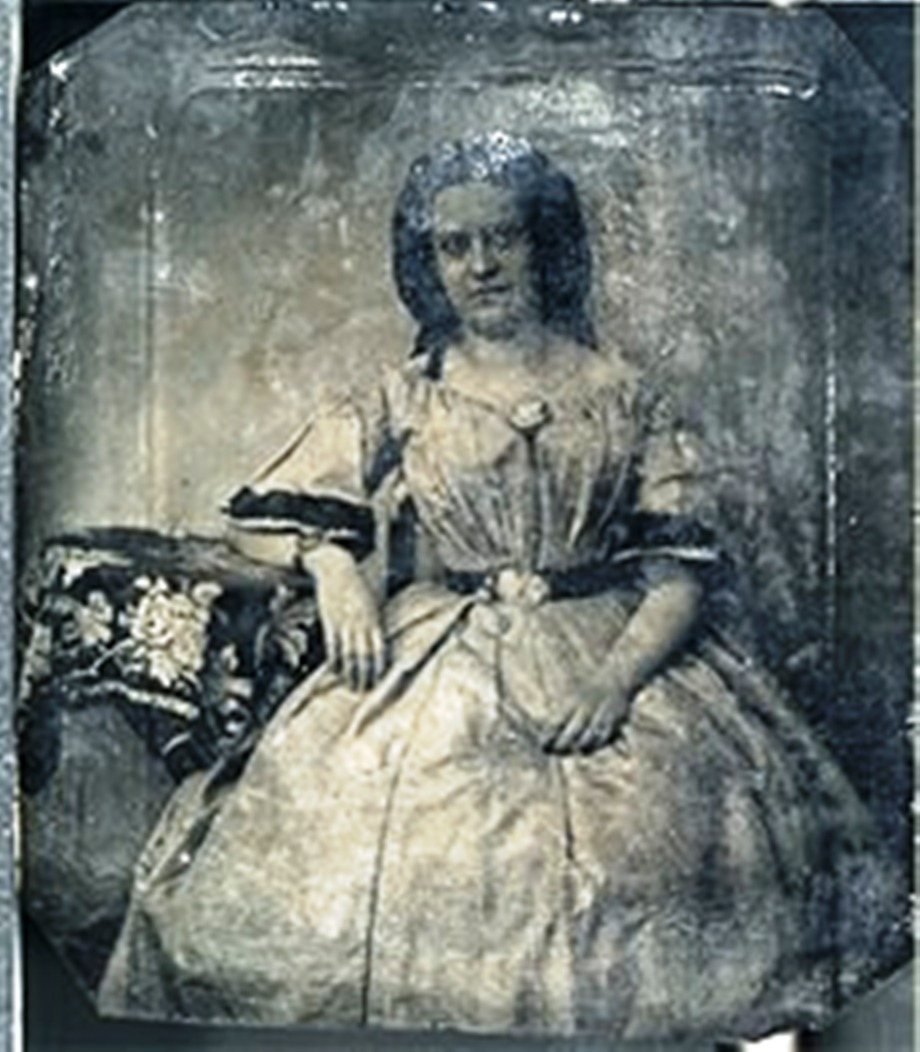
Pannotypie, nach 1860